# À tout jamais, une histoire de Cendrillon
Pour les articles homonymes, voir À tout jamais (homonymie).
Pour plus de détails, voir Fiche technique et Distribution.
À tout jamais, une histoire de Cendrillon (Ever After) est un film américain réalisé par Andy Tennant, sorti en 1998, inspiré du conte de Cendrillon des frères Grimm.

## Synopsis
Les frères Grimm rendent une visite à une grande dame dans son château, qui leur parle de leur interprétation de l'histoire de Cendrillon. Elle leur montre un soulier de verre, et se met à raconter l'histoire de son ancêtre, Danielle de Barbarac.
Danielle a 8 ans, elle est élevée par son père, Auguste de Barbarac à la suite de la mort de sa mère. Son père est un riche marchand qui part fréquemment en voyage pour son négoce. Il rentre un jour avec une nouvelle épouse, la baronne Rodmilla de Ghent, et ses deux filles, Marguerite et Jacqueline. Il lui ramène aussi un livre "Utopia" (écrit par Thomas More, publié en 1516). Malheureusement il décède peu après d'une crise cardiaque.
Dix ans plus tard, Danielle vit toujours au manoir avec sa belle-mère et ses deux demi-sœurs. Mais elle partage tout le travail du manoir et de la ferme avec seulement trois autres domestiques, Louise, Paulette et son mari Maurice. Un matin, elle empêche un homme de voler un cheval et se rend compte avec effroi que c'est le prince héritier. Celui-ci laisse passer l'incident, et lui offre même le contenu de sa bourse pour qu'elle garde le silence sur le fait de l'avoir vu. Il est en effet en fuite, refusant d'obéir à son père et d'épouser une femme qu'il n'a jamais vue. Sur son chemin cependant, il croise Leonardo de Vinci venu à la cour de son père et est rattrapé par les garde royaux.
Pendant ce temps, Danielle veut mettre à profit l'argent du prince pour racheter Maurice que Rodmilla a vendu pour éponger ses dettes, Danielle emprunte la robe d'apparat d'une femme noble, laissée chez le peintre responsable de son portrait et chez qui son ami Gustave est apprenti. Ainsi vêtue, elle se rend à la cour du château du roi François, et essaie de racheter Maurice au cocher chargé de convoyer les esclaves. Là, elle attire l'attention du prince Henri en récitant un passage du livre Utopia. Il ordonne la libération de Maurice et intrigué, lui demande son nom. Paniquée, Danielle lui donne le nom de sa mère, Nicole de Lancret, la faisant comtesse par dessus le marché.
Depuis la libération de Maurice ; et la tirade de Danielle ; toute la cour ne parle que de la Comtesse de Lancret qui a charmé le Prince ; cela vient aux oreilles de Rodmilla qui en parle à un dîner ; Danielle laisse tomber un verre ce qui met la puce à l’oreille de Rodmilla.
Après s’être cachée au marché ; lorsqu’elle aperçoit le Prince discutant avec Rodmilla et Marguerite ; elle fuit du marché et rentre au Manoir. Le soir elle fait un feu dans la cheminée de la chambre de sa marâtre et pour la première fois Rodmilla laisse sous-entendre qu’elle a aimé Auguste et dit à Danielle : « il y’a tellement de votre père en vous, parfois j’ai l’impression que c’est lui qui est derrière vos yeux ». Danielle comprend cela comme un infime amour de Rodmilla à Auguste. Mais la Baronne lui dit qu’elle est faite pour les travaux pénibles et la congédie de ses appartements. On peut penser que Rodmilla a réellement aimé Auguste.
Le lendemain Danielle s’extirpe du Manoir lorsque les Ghent sont à la messe ; elle joue avec un cerf-volant de Leonard de Vinci avec Gustave. Lors de l’arrivée du Prince dans les champs, Gustave paniqué dit n’importe quoi et le Prince se dirige vers le Manoir de Danielle ; cette dernière détale dans la forêt et arrive avant le Prince, elle a juste le temps de se changer et d’accueillir, à bout de souffle, le Prince aux portes du Manoir. Tous deux montent à cheval jusqu’à l’Abbaye de Rocamandour ; Henri déclare sa flamme à Danielle et lui enjoint de l’appeler Henri au lieu de « Votre Altesse » ; il passe la journée ensemble ; mais la roue du carrosse se décroche au milieu des forêts, Danielle escalade un python rocheux afin de trouver le Château d’Hautefort, mais durant ce temps des hordes de gitans attaquent le Prince ; et veulent dérober les biens ; Danielle conclut un accord avec eux qu’elle prendrait « tout ce qu’elle pourrait porter » et porte donc Henri sur ses épaules… Les gitans, amusés, donne un cheval à Danielle et Henri et les invitent tous deux à dîner autour d'un feu de camp; et se donnent leur premier baiser sous les taquineries des gitans.
Le lendemain au Manoir, une dispute éclate entre Marguerite, Rodmilla et Danielle ; Marguerite insulte la défunte mère de Danielle, en disant que la dot de Danielle (une robe blanche et des chaussures assorties) ne servirait à rien ; Danielle donne un coup de poing au nez de sa belle-sœur et la poursuit dans tout le Manoir, en représailles Marguerite menace de brûler le livre de son père « L’Utopie » si elle ne consent pas à lui donner les chaussures. Elle les lui donne mais Marguerite jette quand même le livre dans la cheminée. Rodmilla fouette Danielle. Jacqueline soigne ses plaies et toutes deux rient de Marguerite qui s'est retrouvée « les pieds par-dessus la tête » dû au coup de poing de Danielle. Danielle la remercie.
Le lendemain, Danielle se vêtit d’une robe rouge qui représente le sang versé pour son impudence et la vision qu’à Henri qui l’a voit déjà comme la Reine. Henri fait une déclaration à Danielle ; mais en voulant l'embrasser, Danielle se recule, la douleur traversant légèrement son visage ; Henri ne le voit pas, son dos étant encore meurtri des coups de fouets de sa belle-mère ; elle dit alors qu'elle ne peut s’absenter du manoir trop longtemps et fuit.
Dès son arrivée au manoir, Rodmilla lui hurle dessus afin de savoir où se trouve la robe et les chaussures ; Danielle lui crie qu’elle lui rendra la robe quand les chandeliers, les tapisseries et l’argenterie seront de retour au Manoir.
Folle de rage, Rodmilla séquestre Danielle dans le garde-manger et menace les autres serviteurs si d’aventure ils venaient à libérer Danielle. Une fois la Baronne et ses filles parties au bal de la Cour, Gustave prévient Leonard de Vinci qui démonte le système de la porte et libère Danielle ; elle récupère la robe et les chaussures, et Leonard lui confectionne des ailes transparentes.
Arrivant au Château, Henri la remarque et court vers elle, souhaitant la présenter à ses parents, mais Rodmilla ne s’avouant pas vaincue déchire une aile et déclare la réelle identité de Danielle et son rôle dans le Manoir.
Le prince furieux congédie Danielle et en larmes, court, trébuche et perd une chaussure ; elle continue de retourner au Manoir frissonnante, sous la pluie torrentielle.
Le lendemain, Pierre Le Pieu, débarque au Manoir de Danielle avec des charrettes emplies des meubles, des livres, des tableaux du père d’Auguste ; Danielle folle de rage hurle sur Rodmilla et lui demande comment elle compte régler tout cela à Pierre Le Pieux, il s'avère que la Baronne et Pierre ont conclu un « petit arrangement » et Danielle est vendue sans ménagement à Pierre Le Pieu.
Séquestrée et de nouveau esclave, Danielle est à la merci de Pierre Le Pieux ; mais elle parvient à le blesser alors qu’elle lui apportait des armes ; elle lui ouvre la joue et lui fait serment sur la tombe d’Auguste que s'il ne lui donne pas la clef des chaînes, elle l’ouvrira en deux. Le Pieux se rend, lui donne la clef et Danielle s’enfuit. Le prince arrive, escorté au Château de Pierre Le Pieu, pour sauver Danielle ; mais à sa grande surprise Danielle est vivante dans la cour ; il lui sort de son manteau la chaussure, Danielle lui révèle que cet escarpin appartient à « une paysanne qui ne s’est fait passée pour courtisane que pour sauver la vie d’un homme ». Henri, la demande en mariage et la conduit jusqu’au Château.
Le roi François Ier fait appeler par son chambellan Rodmilla de Ghent ainsi que Marguerite et Jacqueline au Palais royal et leur demande de se vêtir en grand apparat ; persuadées qu’Henri va épouser Marguerite, toutes, à part Jacqueline, sont folles de joie et courent au Palais.
La Reine dépouille Rodmilla de Ghent de ses titres et la condamne à être envoyée aux Amériques à part si un membre de l’Assemblée prend la parole pour sa défense. Un grand silence s’installe et la voix de Danielle résonne et dit « Moi je parlerai pour elle, elle après tout l’épouse de mon père », elle y est alors vêtue d’habits de princesse et couronnée d’une magnifique couronne d’or ornée de perles, de corail et de pierres précieuses. L’Assemblée s’incline à la vue de Danielle ; Marguerite et Rodmilla sont tellement choquées que le Prince lance une petite pique à Marguerite. Danielle ; d’abord et avant tout bienveillante mais soucieuse que justice soit rendue, demande au Roi que Rodmilla et Marguerite soit restreintes au même traitement auquel elles ont bien voulu la soumettre.
Plus tard, Leonard de Vinci demande à Danielle et Henri de venir et leur offre le tableau qu’il a fait de Danielle ; et les prient de considérer cela comme un cadeau de mariage. Jacqueline est présente au bras de son époux le chambellan du Roi ; ainsi que les serviteurs de Danielle ; Louise, Maurice, et Gustave.

## Fiche technique
Sauf indication contraire, les informations mentionnées dans cette section peuvent être confirmées par la base de données cinématographiques IMDb,  présente dans la section « Liens externes ».
- Titre français : À tout jamais
- Titre original : Ever After
- Réalisation : Andy Tennant
- Scénario : Andy Tennant, Susannah Grant, Rick Parks, d'après le conte des frères Grimm.
- Direction artistique : Stephen Dobric, Martyn John, Damien Lanfranchi
- Décors : Judy Farr
- Costumes : Jenny Beavan
- Photographie : Andrew Dunn
- Montage : Roger Bondelli
- Musique : George Fenton
- Production : Mireille Soria, Tracey Trench
- Sociétés de production : 20th Century Fox
- Sociétés de distribution : 20th Century Fox Home Entertainment, American Broadcasting Company (ABC), UGC-Fox Distribution (UFD)
- Société d'effets spéciaux : Cinesite
- Budget de production : 26 000 000 $
- Pays d'origine :  États-Unis
- Langue : Anglais
- Format : Couleurs (Technicolor) - 2,35:1 - DTS / Dolby Digital / SDDS - 35 mm
- Genre : Comédie dramatique, romance
- Durée : 121 minutes
- Dates de sortie en salles : 
  -  États-Unis : 29 juillet 1998 (sortie première), 31 juillet 1998 (sortie nationale)
  -  France : 10 février 1999

## Distribution
- Drew Barrymore (VF : Catherine Le Hénan ; VQ : Christine Bellier) : Danielle de Barbarac
  - Anna Maguire (VF : Kelly Marot) : Danielle, jeune
- Anjelica Huston (VF : Béatrice Delfe ; VQ : Madeleine Arseneault) : Baronne Rodmilla de Ghent
- Dougray Scott (VF : Bernard Gabay ; VQ : Sylvain Hétu) : Prince Henry
- Megan Dodds (VF : Juliette Degenne ; VQ : Camille Cyr-Desmarais) : Marguerite de Ghent
  - Elizabeth Earl : Marguerite, jeune
- Melanie Lynskey (VF : Julie Dumas ; VQ : Valérie Jeanneret) : Jacqueline De Ghent
  - Alex Pooley : Jacqueline, jeune
- Patrick Godfrey (VF : Maurice Chevit ; VQ : Luc Durand) : Leonard de Vinci
- Timothy West (VF : Henri Poirier ; VQ : Ronald France) : le Roi François
- Judy Parfitt (VQ : Danièle Pan) : la Reine Marie
- Richard O'Brien (VQ : Guy Nadon) : Pierre le Pieu
- Matyelok Gibbs (VF : Annick Alane ; VQ : Béatrice Picard) : Louise
- Kate Lansbury (VQ : Louise Rémy) : Paulette
- Toby Jones : le Page
- Walter Sparrow (VF : René Bériard) : Maurice
- Lee Ingleby (VF : Olivier Jankovic ; VQ : Sébastien Reding) : Gustave
  - Ricki Cuttell : Gustave, jeune
- Jeroen Krabbe : (VF : Jean Barney ; VQ : Mario Desmarais) : Auguste De Barbarac
- Peter Gunn : Capitaine Laurent
- Jeanne Moreau (VF : elle-même) : Grande Dame
- Joerg Stadler : Wilhelm Grimm
- Andy Henderson : Jacob Grimm
- Virginia Garcia : Princesse Gertrude
- Rupam Maxwell : Marquis de Limoges
- Ursula Jones : Isabella
- Christian Marc : Roi d'Espagne
- Elvira Stevenson : Reine d'Espagne

Source et légende : version québécoise (VQ) sur Doublage.qc.ca

## Production

### Lieux de tournage
- Le château royal vu dans le film est le château de Hautefort, en Dordogne. Certains plans d'intérieur ont été tournés au château de Fénelon et au château de Losse.
- La demeure de la jeune "Danielle-Cendrillon" se trouve aussi être un château en Dordogne : le château de la Roussie à Proissans au cœur du Périgord noir.
- Les scènes de marché ont été tournées sur la place de marché de Sarlat-la-Canéda en Dordogne

## Sortie et accueil
Le film rencontre un succès commercial, rapportant plus de 98 000 000 $ de recettes mondiales, dont 65 705 771 $ rien qu'aux États-Unis. En France, il totalise 288 071 entrées.

## Distinctions
| Année | Distinction                                  | Catégorie                                                                | Nom             | Résultat   |
| ----- | -------------------------------------------- | ------------------------------------------------------------------------ | --------------- | ---------- |
| 1999  | Blockbuster Entertainment Awards             | Meilleure actrice dans un film dramatique/romantique                     | Drew Barrymore  | Lauréat    |
| 1999  | Blockbuster Entertainment Awards             | Meilleure actrice dans un second rôle dans un film dramatique/romantique | Anjelica Huston | Lauréat    |
| 1999  | Blockbuster Entertainment Awards             | Meilleure révélation masculine                                           | Dougray Scott   | Nomination |
| 1999  | Golden Trailer Awards                        | Meilleur film romantique                                                 | À tout jamais   | Nomination |
| 1999  | International Film Music Critics Association | Meilleure musique originale pour un film dramatique                      | George Fenton   | Nomination |
| 1999  | Satellite Awards                             | Meilleurs costumes                                                       | Jenny Beavan    | Nomination |
| 1999  | Saturn Awards                                | Meilleure actrice                                                        | Drew Barrymore  | Lauréat    |
| 1999  | Saturn Awards                                | Meilleurs costumes                                                       | Jenny Beavan    | Lauréat    |
| 1999  | Saturn Awards                                | Meilleure actrice dans un second rôle                                    | Anjelica Huston | Nomination |
| 1999  | Saturn Awards                                | Meilleure musique                                                        | George Fenton   | Nomination |

## Analyse
- Le portrait de Danielle peint par Léonard de Vinci dans le film est inspiré d'une vraie peinture de De Vinci nommée La Scapigliata.
- Au début du film, Paulette et Louise disent que Maurice a été vendu à Cartier et doit embarquer pour les Amériques. Cela situe l'action en 1534, l'année où Jacques Cartier est parti pour l'Amérique du Nord.
- Par contre Léonard de Vinci est arrivé en France en 1516 et est mort en 1519, ce qui situe également l'action autour de ces années-ci.

### Erreurs et incohérences
- Le tableau La Joconde est peint sur du bois, ce qui le rend impossible à enrouler, contrairement à ce qui est montré dans le film.

#### Anachronismes
- L'action se déroule aux alentours de 1516 (voir commentaire ci-dessus), or la jeune Danielle reçoit de son père le roman philosophique de Thomas More, Utopia. Ce livre est paru en 1516 (lorsque la protagoniste est déjà adulte) et de surcroît en latin.
- L'action se déroule aux alentours de 1516, l'intrigue prend encore une fois de grandes libertés en termes de temporalité dans la mesure où François Ier, né en 1494, a alors 22 ans et son fils Henri II, le prince charmant de l'histoire, ne naît qu'en 1519. Il n'a donc jamais connu Léonard de Vinci.
- La Reine, la mère du prince Henri, spécifie à son fils de bien faire attention quant au choix de son épouse, puisque le divorce est quelque chose qui ne se fait qu'en Angleterre [... ''divorce is only something they do in England]. Elle fait référence à la réforme religieuse d'Henri VIII qui permet le divorce. Or, si l'action du film se situe aux alentours de 1515-16, il faut savoir que le roi d'Angleterre Henri VIII ne s'était pas encore détaché de l'église catholique et du Pape à cette époque. La pratique du divorce n'existe donc pas, tel que la Reine le mentionne.